# Christian Wilhelm von Numsen
Christian Wilhelm von Numsen (* 1687; † 25. September 1756 in Kopenhagen) war ein dänischer Generalleutnant und Kammerherr.

## Leben

### Herkunft und Familie
Numsen entstammte aus einer 1688 nobilitierten dänischen Familie. Seine Eltern waren der dänische Generalmajor Mathias Numsen (1646–1731) und Marie Olesdatter Worm (1588–1654). Der ebenfalls dänische General Michael von Numsen (1686–1757) war sein Bruder.

### Werdegang
Numsen wurde 1707 Sekondeleutnant im Grenadierkorps, avancierte 1710 zum Premierleutnant und 1711 zum Kapitän im Leibregiment. Er wechselte 1718 zur Garde zu Fuß und stieg 1728 weiter auf zum Major sowie 1737 zum Oberst und Chef des jütländischen National-Infanterie-Regiments. 1745 erhielt er seine Beförderung zum Generalmajor. Numsen wurde 1752 Weißer Ritter und dimittierte 1755 als Generalleutnant.

### Familie
Numsen war mit Sophie Hedevig von der Maase (1699–1739), Tochter des Hofpredigers Hector Gottfried Masius (1653–1709) vermählt. Aus der Ehe sind drei Töchter und ein Sohn hervorgegangen.